# MLGB
MLGB (Medium-weight Laser Guided Bomb) は、静止した状態と移動する標的のどちらも攻撃可能な250ポンドレーザー誘導滑空爆弾である。イスラエル・エアロスペース・インダストリーズ  (IAI)によって開発された。周囲への巻き添えによる被害を最小にする事を最優先しており、相対的に軽量な弾頭を備える。